# 五桠果叶木姜子
五桠果叶木姜子（学名：Litsea dilleniifolia）为樟科木姜子属下的一个种。